# 朱孟楨
朱孟楨（越南语：／，1861年—1905年），越南阮朝官員。

## 生平
朱孟楨是興安省快州府東安縣米所總富市社（今屬興安省文江縣米所社富瑞村）人，嗣德十四年（1861年）出生。同慶元年（1886年），朱孟楨參加河南場鄉試，考中解元。後授翰林院編修銜，從北圻經略衙候補。成泰四年（1892年），朱孟楨會試中格，庭試考中進士。後歷任里仁知府、興安、河南、北寧、太原按察使。成泰十七年（1905年），朱孟楨去世，壽四十五歲。

## 子女
子朱孟魁（Chu Mạnh Khôi），官至侍讀學士，娶尚書高春肖之女高氏潔。